# Lanyang
Lanyang (kinesiska: 兰阳乡, 兰阳) är en socken i Kina. Den ligger i den autonoma regionen Guangxi, i den södra delen av landet, omkring 220 kilometer nordväst om regionhuvudstaden Nanning.
Genomsnittlig årsnederbörd är 1 760 millimeter. Den regnigaste månaden är juni, med i genomsnitt 337 mm nederbörd, och den torraste är februari, med 33 mm nederbörd.